# Delta Microscopii
Delta Microscopii (δ Microscopii, förkortat Delta Mic, δ Mic) som är stjärnans Bayerbeteckning, är en dubbelstjärna belägen i den norra delen av stjärnbilden Mikroskopet. Den har en skenbar magnitud på 5,68 och är svagt synlig för blotta ögat där ljusföroreningar ej förekommer. Baserat på parallaxmätning inom Hipparcosuppdraget på ca 10,8 mas, beräknas den befinna sig på ett avstånd på ca 300 ljusår (ca 92 parsek) från solen. På det beräknade avståndet minskar dess skenbara magnitud genom en skymningsfaktor med 0,142 enheter beroende på interstellärt stoft.

## Egenskaper
Den synliga komponenten i Gamma Microscopii är en orange till röd jättestjärna av spektralklass K0/1 III. Den är för närvarande listad på den horisontella grenen och genererar således energi genom nukleär fusion av helium i dess kärna. Den har en massa som är omkring dubbelt så stor som solens massa, en radie som är ca 11 gånger större än solens och utsänder från dess fotosfär ca 57 gånger mera energi än solen vid en effektiv temperatur på ca 4 800 K.
Gamma Microscopii är en enkelsidig spektroskopisk dubbelstjärna med en omloppsperiod på 4,4 år och en excentricitet på 0,2.